# Casa Professa
Casa Professa, kościół Jezuitów w Palermo – rzymskokatolicki kościół w Palermo, w archidiecezji Palermo. Położony w dzielnicy Albergheria, przy Piazza Casa Professa.

## Historia
Wzniesiony w latach 1564-1636 jako pierwsza świątynia jezuitów po ich przybyciu na Sycylię. Jej budowę współfinansował hiszpański wicekról Sycylii. Budowla powstała w miejscu dwóch starszych i mniejszych obiektów sakralnych: kościołów Santa Maria della Grotta oraz Santi Filippo e Giacomo. Prace nad upiększeniem świątyni trwały do 1767, gdy jezuici zostali wypędzeni z Sycylii przez Burbonów. Zakon odzyskał kościół w 1805 i administrował nim do 1860.

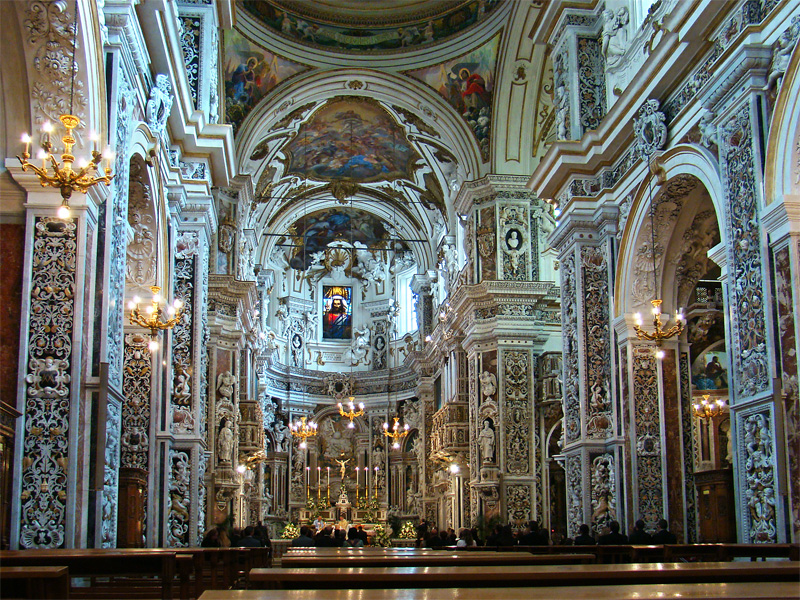
Wnętrze kościoła

Kościół został poważnie uszkodzony podczas bombardowania Palermo 9 maja 1943 i dopiero w 2009 ukończono jego restaurację, usuwającą zniszczenia i przywracającą mu pierwotny wygląd. Do użytku liturgicznego świątynię przywrócono wcześniej, w 1954, po częściowej rekonstrukcji.
Na elewacji budynku, nad portalem, znajduje się XVII-wieczna figura Maryi. Wnętrze świątyni, kontrastując ze skromną fasadą, jest niezwykle bogato zdobione. Wyróżnia się w nim fresk przedstawiający Adorację Dzieciątka przez Trzech Króli z I połowy XVIII w., autorstwa Antonino Grano oraz płaskorzeźby przedstawiające Pokłon Pasterzy i Pokłon Trzech Króli wykonane odpowiednio w latach 1710-1714 i 1719-1721 przez Gioacchino Vitagliano, na podstawie projektu Giacomo Serpotty (prawdopodobnie).
Giuseppe Tomasi di Lampedusa zawarł opis kościoła w swojej powieści Lampart.